# توصیف پرمایه
توصیف پرمایه (انگلیسی: Thick description)در علوم اجتماعی در حوزه‌های انسان‌شناسی، جامعه‌شناسی، تاریخ، دین‌شناسی، طراحی انسان‌محور و توسعه سازمانی، توصیف پرمایه نتیجه یک مشاهده علمی هر نوع رفتار انسانی است که نه تنها رفتار بلکه بافتار آن را نیز توصیف می‌کند و بنابراین رفتار توسط فرد بیرونی بهتر درک می‌شود. توصیف پرمایه با افزودن سوابق توصیفات ذهنی و با استفاده از افراد دخیل در رفتارها داده گردآوری شده را برای استفاده سایر دانشمندان علوم اجتماعی ارزشمند تر می‌کند.
این مفهوم در قرن بیستم توسط فیلسوف گیلبرت رایل معرفی شد. انسان‌شناس کلیفورد گیرتز بعدها مفهوم را در کتابش «تفسیر فرهنگ‌ها» گسترش داد.